# Коболєв Андрій Володимирович
Коб́олєв Андрі́й Володи́мирович (нар. 16 серпня 1978, Київ, УРСР) — колишній голова правління НАК «Нафтогаз України» (з березня 2014 до квітня 2021).

## Освіта
2000 року закінчив Інститут міжнародних відносин КНУ, отримавши ступінь магістра міжнародних економічних відносин.

## Кар'єра
З 1999 по 2002 працював у міжнародній аудиторській та консалтинговій групі PricewaterhouseCoopers (PwC), де спеціалізувався на питаннях стратегічного управління та корпоративних перетворень.
Також з 2002 до 2010 працював у Групі «Нафтогаз України», де пройшов шлях від головного фахівця до радника голови правління.
З 2010 по 2014 — співзасновник та партнер інвестиційно-банківської групи AYA Capital. Займався залученням боргового та акціонерного капіталу, реструктуризацією кредитної заборгованості та реорганізацією корпоративної структури великих підприємств і холдингів.
З 25 березня 2014 року по 28 квітня 2021 року — голова правління Національної акціонерної компанії «Нафтогаз України».

## Керівник НАК «Нафтогаз України»
Очолив НАК «Нафтогаз України» після Революції гідності, тоді компанія мала виплачувати п'ятирічні євробонди, Газпром вимагав розрахунків, спираючись на вкрай невигідний для України контракт, що був укладений Путіним та Юлією Тимошенко 2009 року на 68,2 млрд грн.
Чистий збиток компанії 2014 року склав 85 млрд грн, або 5 % ВВП України. Компанія мала негативне загальне сальдо доходів від транзиту газу територією України та виплат за імпорт газу від Газпрому у розмірі — 4,7 млрд доларів та потребувала постійних дотацій з державного бюджету — ще у 2014 році з бюджету витрачено на НАК «Нафтогаз України» 91 млрд грн. Питання та умови постачання газу для потреб України традиційно використовувалось керівництвом Росії як інструмент політичного тиску та перешкоджання евроінтеграційним процесам в середині України.
Починаючи з 2014 року нова команда менеджменту провела низку реформ, які дозволили позбутись залежності від російського газу та пов'язаної з цим багатомільярдної газової корупції. НАК «Нафтогаз України» почав закуповувати газ у 18 європейських постачальників на прозорих, позбавлених політики, ринкових умовах. При цьому жодна з цих компаній не постачала більше ніж 30 % обсягу імпортованого НАК «Нафтогаз України» газу.
Реформи нової команди дозволили відкрити промисловий ринок газу для конкуренції. Зараз український ринок газу у промисловому секторі є одним з найбільш конкурентних у Європі, на ньому працює близько 60 компаній-імпортерів газу, біля двохсот активних трейдерів та приватні видобувники.
Після чотирьох років арбітражного провадження між НАК «Нафтогаз України» та Газпромом, Стокгольмський арбітраж ухвалив два рішення на користь «Нафтогаз України»: перше — 22 грудня 2017 року щодо контракту на постачання газу за принципом «бери або плати», а друге — 28 лютого 2018 року стосовно транзитного контракту.
Ініційовані у 2014 році провадження стали найбільшим в історії комерційним арбітражем. Взаємні претензії склали біля 125 млрд дол, що загрожувало банкрутством як Газпрому, так і НАК «Нафтогаз України». Стокгольмський арбітраж також задовольнив вимоги НАК «Нафтогаз України» щодо компенсації у сумі 4,63 млрд дол. за недопоставку Газпромом погоджених обсягів газу для транзиту. За результатами двох проваджень Газпром повинен сплатити НАК «Нафтогаз України» 2,56 млрд дол. з урахуванням заліку у розмірі 2,1 млрд дол., який НАК «Нафтогаз України» вже отримав у вигляді газу, що був поставлений в 2014 році.
2 березня 2019 року НАК «Нафтогаз України» здобув проміжну перемогу в арбітражному трибуналі в Гаазі в позові проти Росії про стягнення збитків у зв'язку з втратою активів в анексованому Росією Криму, які оцінюють щонайменше у 5 млрд доларів.
Під керівництвом Андрія Коболєва, компанія із «чорної діри» державного бюджету перетворився на найбільше джерело надходжень держави. Адже тільки у 2014 році, до приходу в НАК «Нафтогаз України» команди Коболєва, «Нафтогаз України» отримав 85 млрд грн збитків — це мінус 5 % ВВП України. Замість дотацій із бюджету, оновлений «Нафтогаз України» став найбільшим платником податків до державного бюджету України. Так, сукупний розмір податкових та дивідендних платежів за 2018 рік становив 136,5 млрд грн, що на 27 % більше, ніж у 2017 році. Надходження від Групи Нафтогаз — це близько 15 % загальних доходів державного бюджету у 2018 році.
Нова управлінська команда НАК «Нафтогаз України» також провела реформу корпоративного управління, основною метою якої було усунення політичного втручання в управління компанією і створення рівних з комерційними компаніями умов на ринку, що відповідає Принципам корпоративного управління Організації економічного співробітництва та розвитку (ОЕСР). НАК «Нафтогаз України» стала першою українською компанією у державній власності, в якій діє професійна та незалежна наглядова рада. Вона ще не отримала усі належні повноваження, але вже є дієвим бар'єром на шляху корупційного політичного втручання в роботу «Нафтогаз України». НАК «Нафтогаз України» посідає 7 місце серед державних видобувних підприємств світу за якістю управління (RGI). В компанії запроваджено функції внутрішнього аудиту, комплаєнсу та фінансового контролю.
З 2014 року НАК «Нафтогаз України» почав регулярно оприлюднювати перевірену аудитором консолідовану фінансову звітність.
2018 року в НАК «Нафтогаз України» зафіксовано рекордний видобуток власного газу — 15,5 млрд м³ газу, розпочато масштабну модернізацію газотранспортної системи, українська промисловість отримала значні нові замовлення.
НАК «Нафтогаз України» стала однією з найперших учасників системи електронних закупівель ProZorro і залишається одним з найбільших закупівельників. За 2 роки завдяки участі у торгах на ProZorro Група Нафтогаз заощадила 15,5 млрд грн.
6 березня 2019 року Кабмін відмовився продовжувати контракт з Коболєвим, Володимир Гройсман, тодішній керівник уряду, оголосив відкритий конкурс на посаду керівника НАК «Нафтогаз України».
21 березня 2020 Кабмін схвалив продовження контракту з Коболєвим на 4 роки.
28 квітня 2021 року звільнений з посади керівника компанії, його посаду посів Юрій Вітренко.

## Розслідування
У січні 2023 року САП та НАБУ повідомили Коболєву про підозру щодо отримання ним 2018 року $10 млн премії за перемогу над Газпромом у Стокгольмі на $4,6 млрд. За версією САП, 2018 року він, зловживаючи службовим становищем самостійно ініціював розгляд наглядовою радою питання про виплату цієї премії й самостійно встановив її розмір.
Суд відмовився відправляти Коболєва в СІЗО. 14 березня 2023 року ВАКС зобов'язав Коболєва носити електронний браслет. 18 березня Антикорупційний суд продовжив запобіжний захід Коболєву ще на два місяці, 7 квітня термін повторно продовжили на два місяці.
25 вересня ВАКС вирішив зняти з Коболєва електронний браслет і зменшити розмір застави до рівня фактично внесеної.
29 листопада 2023 року САП скерувала обвинувальний акт стосовно Коболєва до суду. Також йому продовжили строк арешту. Його звинувачували в незаконній виплаті премій на 229 млн грн.
11 червня 2024 року колегія суддів ВАКС відмовила у задоволенні клопотання захисника ексголови правління НАК «Нафтогаз України» Коболєва про зміну запобіжного заходу, застосованого до обвинуваченого. Натомість ВАКС задовольнив клопотання прокурора про продовження строку дії процесуальних обов’язків, покладених судом раніше, тобто у вигляді низки зобов'язань обвинуваченого до 11 серпня 2024 року (включно).

## Нагороди
- 26 жовтня 2018 року Патріарх УПЦ КП Філарет нагородив Коболєва Орденом святого Андрія Первозванного ІІ ступеня[31].